# Schnusea aguarasi
Schnusea aguarasi är en tvåvingeart som beskrevs av Lane och Coher 1950. Schnusea aguarasi ingår i släktet Schnusea och familjen svampmyggor. Inga underarter finns listade i Catalogue of Life.